# Paul Cohen (filmmaker)
Paul Cohen (1957) is een Nederlandse filmregisseur en cameraman.

## Biografie
Paul Cohen groeide op in Amsterdam en volgde Montessori onderwijs aan het Montessori Lyceum Amsterdam. Zijn moeder Lis Rohleder (1925-2016) kwam uit Denemarken, zijn vader was de Amsterdamse gynaecoloog Bram Cohen (1924-1975).
Cohen volgde een studie aan de School voor Journalistiek in Utrecht en aan de Nederlandse Film en Televisie Academie in Amsterdam. In 1982 studeerde hij hier af in camera en regie. 
Als regisseur/cameraman werkte hij vanaf 1993 gedurende drie jaar voor het documentaireprogramma Diogenes van de VPRO. Voor dat programma werkte hij onder andere in Soedan, Bosnië, Noord Ierland, Sri Lanka, Kameroen, Rusland, de V.S., Duitsland en Siberië. 
Samen met co-regisseur Martijn van Haalen, ontving hij in 2001 een Gouden Kalf voor Hollandse Helden. In 2006 ontving hij, wederom met Martijn van Haalen, een Gouden Kalf voor Photo Souvenir.
Zijn succesvolle documentaire Janine, over de stervioliste Janine Jansen, werd bekroond met een Kristallen Film en met de Beeld & Geluid Award.

## Filmografie

### Bioscoopdocumentaires
Cohen maakte vier bioscoopdocumentaires:
- 2010 - Janine (89'), over de Nederlandse stervioliste Janine Jansen.
- 1998 - Een Gelukkige Tijd (90'), in samenwerking met Oeke Hoogendijk, over een groep van zevenhonderd joden die op wonderbaarlijke wijze de Tweede Wereldoorlog overleefde.
- 1996 - DeWinnaars (85'), over de wereld van de klassieke muziek en over de beperkingen van virtuositeit.
- 1993 - Part Time God (80') , over de schijnbare tegenstelling tussen toeval en vrije wil in het menselijke leven.

### Televisiedocumentaires
- 2019 - Anil Ramdas - nooit meer thuis (NTR, Het uur van de wolf, 3 mei 2019, over Anil Ramdas 58')
- 2018 - Groene voedselpioniers (VPRO, Tegenlicht, 46')
- 2017 - Geschenk uit de bodem (KRO-NCRV, 90')
- 2016 - Parijs - een lang jaar (VARA, 50’)
- 2013 - De Hemel boven Dresden (NTR, 52’)
- 2013 - Bloot (NTR, 68’)
- 2011 - Twee Mannen en een Orkest / Met Extra Liefde (NTR, 47’)
- 2010 - Janine (NTR, 89’)
- 2008 - Nederland in Twaalf Moorden (TELEAC, 9 x 25’)
- 2006 - Photo Souvenir (VPRO, 56’)
- 2006 - De Voorste Linie (VPRO, 54’)
- 2004 - I Am The Violin (NPS, 54’)
- 2004 - Voeten op de Aarde / Tuin van Eros (NPS, 35’)
- 2003 - Strijd der Volharding (DDG, 5’)
- 2003 - Kai en Mozes (VPRO, 26’)
- 2000 - Een Staat van Zijn (IKON, 49’)
- 2000 - Hollandse Helden (VPRO, 55’)
- 1999 - Een Eeuw voor de Vrede (TROS, 50’)
- 1998 - Een Gelukkige Tijd (NPS, 90’)
- 1997 - Stefan Lorant - Man in Pictures(AVRO, 50’)
- 1996 - De Winnaars (VPRO, 85’)
- 1992 - Part Time God (VPRO, 80’)
- 1986 - Bewegingen (VPRO, 30’)
- 1982 - The Hamburger Theory (NFTVA, 35’)
- 1981 - Zoetrope Studios (BRT, 52’)
- 1981 - Mormor (VARA, 50’)
- 1978 - Een Koude Kolonie (VARA, 40’)

## Prijzen en nominaties
- KNF Prijs van de Nederlandse Filmkritiek, Geschenk uit de bodem, 2017[4]
- Beste Educatieve Film, FIFA, Montreal - De Hemel boven Dresden, 2014
- Best Documentary, Huesva International Filmfestival - Photo Souvenir, 2010
- Kristallen Film - Janine, 2010
- Beeld & Geluid Award - Janine, 2010
- Gouden Kalf Korte Documentaire - Hollandse Helden, 2001
- Gouden Kalf Korte Documentaire - Photo Souvenir, 2006
- Het Gouden Beeld/Nederlandse Academy Award - Een Gelukkige Tijd, 1998
- Czech Crystal, Golden Prague Festival - I Am The Violin, 2005
- Beste Documentaire, Dance Screen-Brighton - Voeten op de Aarde/Tuin van Eros, 2004
- Comenius Award, Wenen - Een Gelukkige Tijd, 1998
- Beste Lange Documentaire, Filmfestival Nyon - De Winnaars, 1996
- Publieksprijs, Filmfestival Nyon - De Winnaars, 1996
- Noordzuid Trofee - De Winnaars, 1996
- Special Jury Award, Banff Film & TV Festival - Stefan Lorant, Man in Pictures, 1997
- Eerste Prijs, Filmfestival Tours - The Hamburger Theory, 1982
- Eerste Prijs, Filmfestival München - The Hamburger Theory, 1982
- Eervolle Vermelding, New York Film/TV Festival - Een Eeuw voor de Vrede, 1999

Nominaties
- Nominatie Silver Wolf Award, IDFA Amsterdam - Hollandse Helden, 2001
- Nominatie Gouden Beeld - De Winnaars, 1996
- Nominatie Gouden Kalf Lange Documentaire - De Winnaars, 1996
- Nominatie Gouden Kalf Korte Documentaire - Stefan Lorant, Man in Pictures, 1997